# Batušinac
Batušinac es un pueblo ubicado en la municipalidad de Merošina, en el distrito de Nišava, Serbia.

## Superficie
Posee una superficie de 5,936 kilómetros cuadrados.

## Demografía
Hasta 2011 la población era de 792 habitantes, con una densidad de población de 133,4 habitantes por kilómetro cuadrado.